# ورزشگاه ملی کاستاریکا
ورزشگاه ملی کاستاریکا (به اسپانیایی: Estadio Nacional de Costa Rica) یک ورزشگاه چندمنظوره است که در سان خوزه کاستاریکا قرار دارد. از این سازه به عنوان نخستین ورزشگاه مدرن آمریکای مرکزی یاد می‌شود. این ورزشگاه در سال ۲۰۱۱ تکمیل شد و در روز شنبه، ۲۶ مارس همان سال، رسماً درهای خود را برای عموم باز کرد تا از ظرفیت ۳۵٬۱۷۵ نفری آن استفاده شود. این ورزشگاه در واقع جایگزین ورزشگاه ملی پیشین کاستاریکا شد و اکنون میزبان بازی‌های خانگی تیم ملی فوتبال کاستاریکا است. خوانندگان و گروه‌های موسیقی سرشناسی نیز در این ورزشگاه کنسرت داشته‌اند.

## نگارخانه

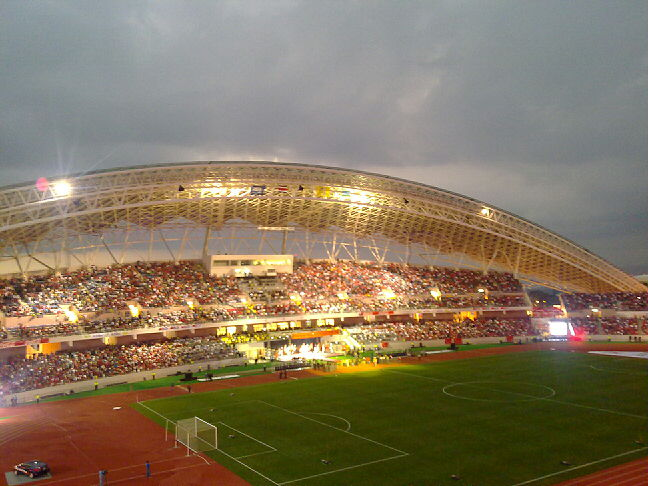
نمایی از مراسم گشایش ورزشگاه
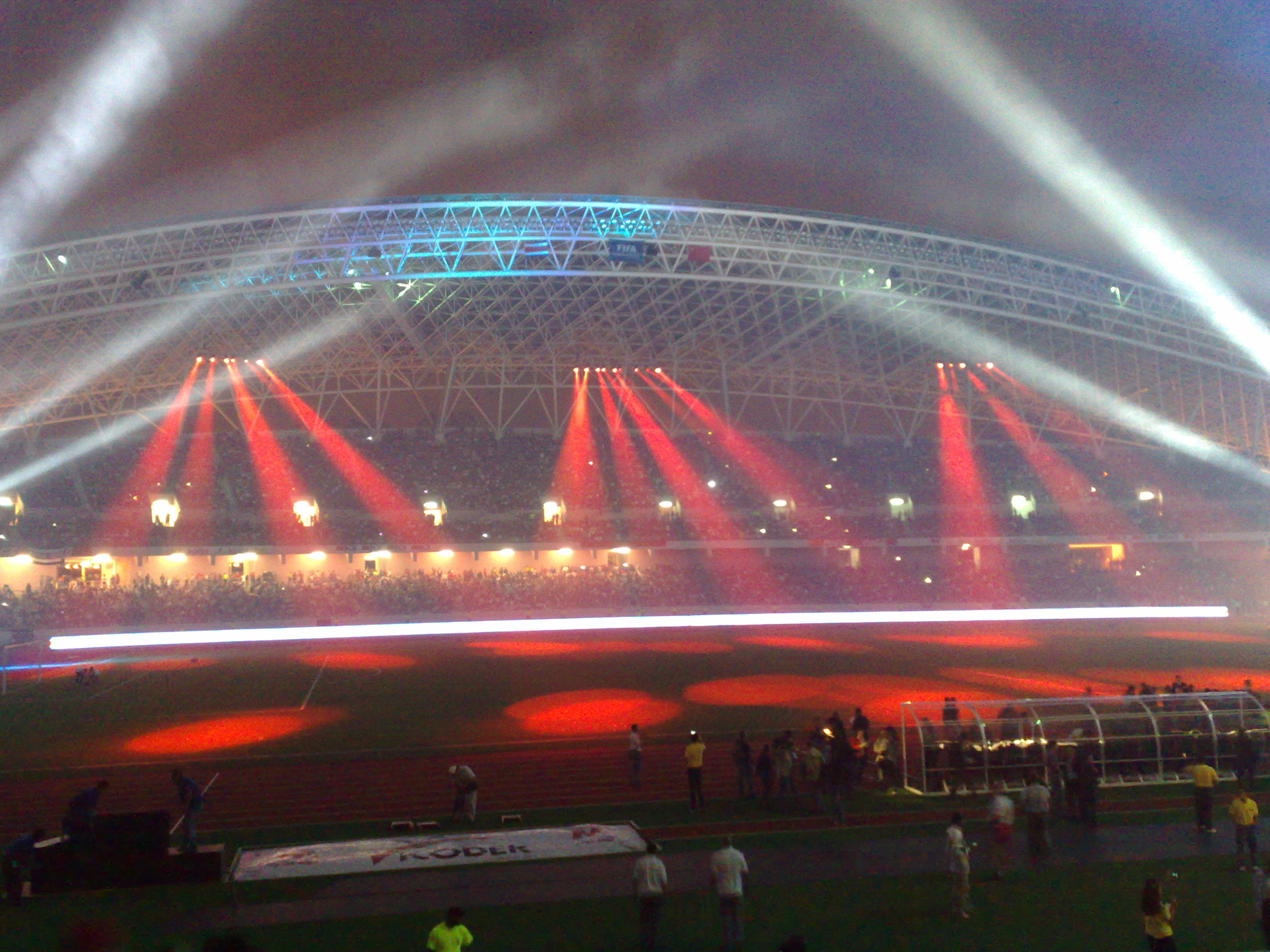
نمایی از مراسم گشایش ورزشگاه
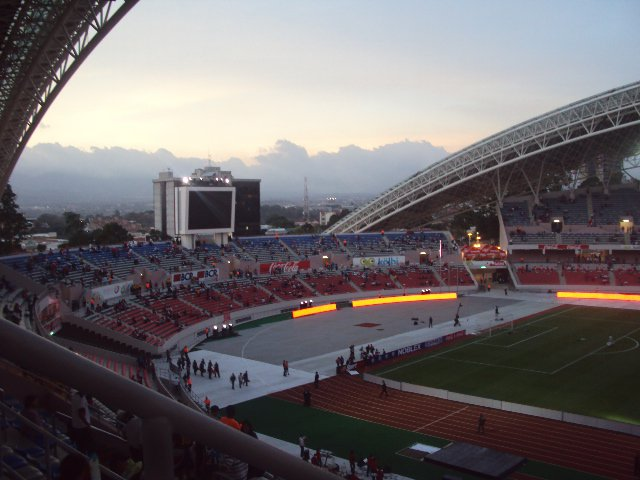
نمایی از ورزشگاه در سال ۲۰۱۱
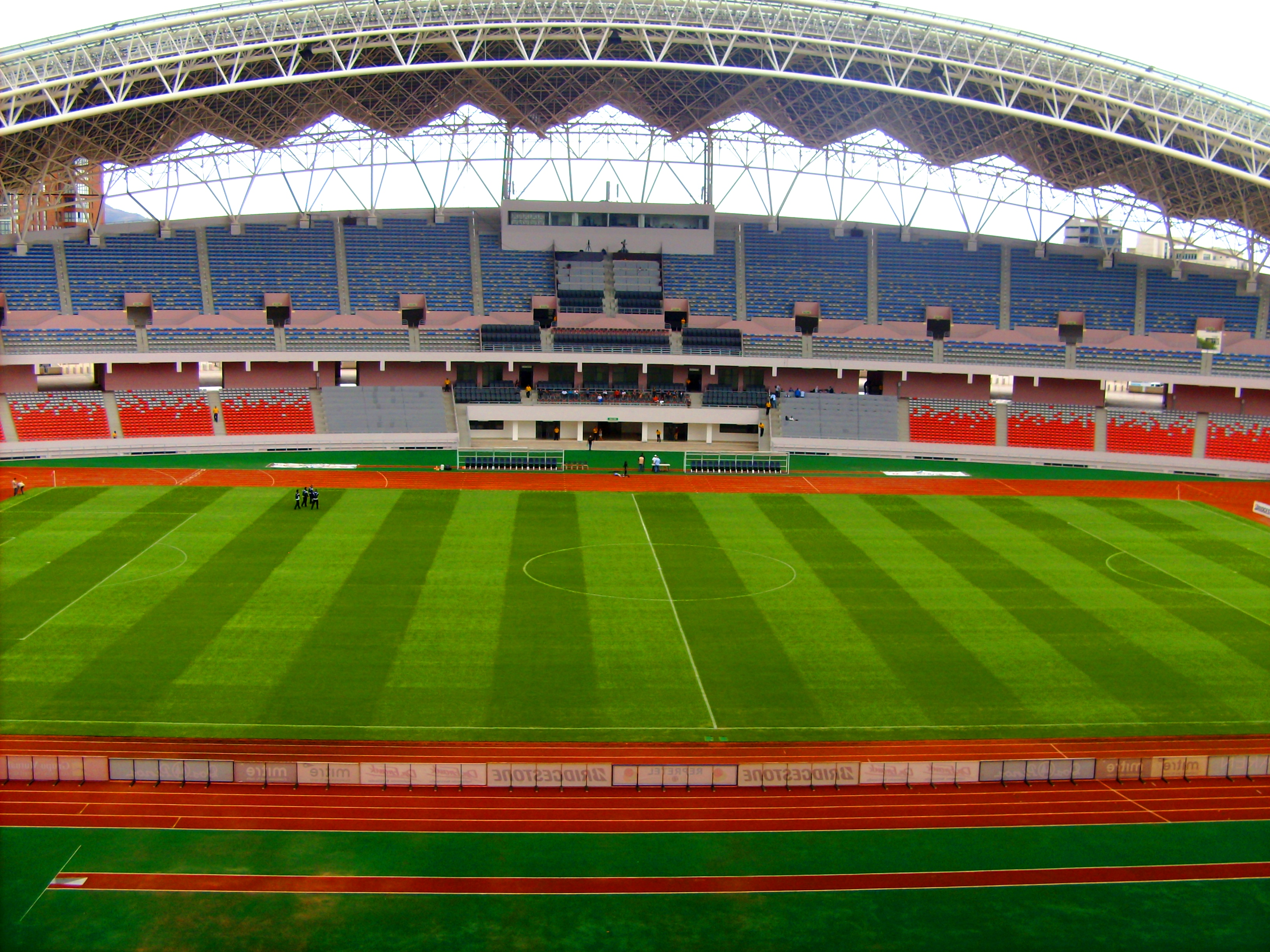
نمای درونی ورزشگاه در سال ۲۰۱۲